# Opius seminotaulicus
Opius seminotaulicus är en stekelart som beskrevs av Fischer 1962. Opius seminotaulicus ingår i släktet Opius och familjen bracksteklar. Inga underarter finns listade i Catalogue of Life.